# Digital Commensality
Digital Commensality (auch: Social eating) bezeichnet das gemeinsame Essen über digitale Kommunikationskanäle, meist per Livestream, Videochat oder On-Demand-Video, bei dem reale Mahlzeiten in virtuellen Räumen geteilt werden. Die Teilnehmenden essen dabei entweder zeitgleich mit anderen oder verfolgen das Essen einer Person (z. B. Streamer*innen) passiv über Plattformen wie Twitch, YouTube oder Discord. Ziel kann der soziale Austausch, digitale Gemeinschaft oder die Bewältigung von Einsamkeit sein.

## Begriff und Abgrenzung
Der Begriff Digital Commensality (dt. etwa: digitale Tischgemeinschaft) wird in der wissenschaftlichen Forschung verwendet, um das gemeinsame Essen über digitale Medien von traditionellen Esspraktiken im physischen Raum abzugrenzen.
Abzugrenzen ist Digital Commensality von verwandten Phänomenen wie Mukbang, das vorrangig auf Performance und Konsum fokussiert ist, oder ASMR-Essvideos, bei denen sensorische Reize im Vordergrund stehen. Im Gegensatz dazu liegt beim Social Eating der Fokus auf Interaktion, Teilhabe und dem sozialen Erlebnis beim Essen, auch wenn dieses virtuell stattfindet.

## Geschichte
Social Eating entwickelte sich ursprünglich aus dem sogenannten „Mukbang“-Trend, der in Südkorea entstand. Eine breite internationale Verbreitung erfuhr die Praktik besonders während der COVID-19-Pandemie, als viele Menschen durch Social Distancing neue digitale Wege der sozialen Interaktion suchten.

## Formen
Digital Commensality etabliert sich in verschiedenen Formaten, die sich hinsichtlich Interaktivität, Synchronität und Plattformnutzung unterscheiden. Eine weitverbreitete Form sind Livestreams, bei denen Personen sich beim Essen, Kochen oder über Mahlzeiten unterhaltend zeigen – häufig auf Plattformen wie Twitch oder YouTube. Über begleitende Chatfunktionen entsteht dabei eine soziale Interaktion zwischen Streamerinnen und Zuschauerinnen in Echtzeit.
Ein weiteres populäres Format sind sogenannte Mukbang-Videos. Hierbei konsumieren Einzelpersonen Speisen vor der Kamera. Obwohl oft unterhaltungsorientiert, erfüllen Mukbangs auch eine soziale Funktion, indem sie das Gefühl von Gemeinschaft erzeugen, besonders bei Zuschauer*innen, die alleine essen.
Zudem erfreuen sich virtuelle Dinner über Videokonferenz-Tools wie Zoom oder Discord wachsender Beliebtheit, insbesondere während der COVID-19-Pandemie. Dabei essen Teilnehmende gemeinsam zur gleichen Zeit an unterschiedlichen Orten, was klassische Tischgemeinschaften simuliert.
Auch Essens-Vlogs und Alltagseinblicke auf Plattformen wie TikTok, Instagram oder YouTube gehören zur digitalen Esskultur. In diesen werden Mahlzeiten dokumentiert, kommentiert oder in persönliche Geschichten eingebettet, wodurch sich virtuelle Rituale und Formen der Teilhabe etablieren.

## Psychologische und gesundheitliche Aspekte
Digital Commensality kann sowohl psychisch entlastend als auch gesundheitlich ambivalent wirken. Studien zeigen, dass gemeinsames Essen über digitale Medien soziale Nähe fördern und Einsamkeit reduzieren kann – insbesondere bei Personen, die häufig allein essen oder während der COVID-19-Pandemie soziale Isolation erfuhren.
Ein zentrales Phänomen in diesem Kontext sind parasoziale Beziehungen, also einseitige emotionale Bindungen zu Streamerinnen oder Content-Creatorinnen. Diese können soziale Bedürfnisse kompensieren und psychisches Wohlbefinden kurzfristig stabilisieren, gleichzeitig jedoch auch emotionale Abhängigkeiten und Rückzug aus realen sozialen Kontakten begünstigen.
Auch gesundheitlich sind die Effekte von Digital Commensality uneindeutig. Während virtuelle Essgemeinschaften achtsames und regelmäßiges Essen fördern können, zeigen insbesondere Mukbang-Formate potenziell problematische Auswirkungen: Sie inszenieren übermäßigen oder ungesund schnellen Nahrungsverzehr und können damit gestörtes Essverhalten (disordered eating) oder unrealistische Körpernormen verstärken.
Dabei kommt es nicht nur auf die konsumierten Inhalte an, sondern auch auf die individuelle Wahrnehmung und Interpretation durch die Zuschauenden.
Insgesamt zeigen die Befunde, dass Digital Commensality sowohl verbindende als auch risikobehaftete Wirkungen entfalten kann. Entscheidend sind dabei Faktoren wie die Art der Nutzung, die dargestellten Inhalte und das persönliche Medienverhalten.